# Ronsia Kukiel
 (avril 2022).
Ronsia Kukiel, de son nom civil Ronsia Kukielukila Kongo Nzuzi, né à Kinshasa, est un humoriste, comédien, auteur et metteur en scène congolais, vainqueur du prix RFI talent de rire 2017,.